# Socket AM5
Le socket AM5 (LGA 1718) est un socket de processeur LGA à force d'insertion nulle conçu par Advanced Micro Devices (AMD) qui est utilisé pour les microprocesseurs AMD Ryzen à partir de la microarchitecture Zen 4,. Le socket AM5 a été lancé en septembre 2022 et est le successeur d’AM4.
Les processeurs Ryzen série 7000 ont été les premiers processeurs à socket AM5. La série 7000 a ajouté la prise en charge de PCI Express 5.0 et de la mémoire DDR5.